# Osloß
Osloß ist eine Gemeinde im Landkreis Gifhorn in Niedersachsen. Die Gemeinde Osloß ist Mitgliedsgemeinde der Samtgemeinde Boldecker Land mit Sitz in Weyhausen.

## Geographie

### Geographische Lage
Osloß liegt zwischen den Naturparks Südheide und Drömling an der Aller, etwa 9 km nordwestlich von Wolfsburg. Südlich von Osloß befindet sich der Barnbruch, ein international anerkanntes Naturschutzgebiet.

## Geschichte
Der Ortsname Osloß wird vom adligen Geschlecht Uslefs abgeleitet, die hier um 800 n. Chr. eine Burg oder ein Schloss besaßen. 1274 erscheint Osloß unter der Bezeichnung Osleue, 1309 heißt es Uslussen und um 1566 wird es Osselesse genannt. Osloß wurde 1883 durch einen großen Brand fast völlig zerstört und beim Wiederaufbau aus dem Allerüberschwemmungsgebiet auf eine hochwassersichere Lage entlang der jetzigen Bundesstraße 188 verlegt.
Von 1882 bis 1977 war Osloß Standort einer 1816 in Neuhalderleben erbauten Bockwindmühle. Diese wurde 1977 vom Landkreis Gifhorn als einzige ihrer Art erworben und 1980 im restaurierten Zustand dem Museum und Heimatverein Gifhorn als Baudenkmal überlassen. Sie ist jetzt im Internationalen Mühlenmuseum zu sehen.
1957 wurde eine neue Schule erbaut, 1980 ein Dorfgemeinschaftshaus.
Osloß beheimatet heute (2023) rund 2000 Menschen. Das Gewerbe in Osloß ist mit mehreren Handels- und Handwerksbetrieben sowie einer Gaststätte vertreten. Weiterhin befinden sich im Ort eine Arztpraxis, eine Grundschule, ein Kindergarten und ein Gemeindezentrum, welches für sportliche und gesellschaftliche Aktivitäten genutzt werden kann.

### Einwohnerentwicklung
| Jahr      | 1910 | 1925 | 1933 | 1939 | 2003 | 2023 |
| --------- | ---- | ---- | ---- | ---- | ---- | ---- |
| Einwohner | 315  | 291  | 299  | 285  | 1981 | 2121 |

## Politik

### Rat
Der Rat der Gemeinde Osloß setzt sich aus 11 Ratsmitgliedern zusammen.
Die letzten Kommunalwahlen ergaben die folgenden Sitzverteilungen:
| Wahljahr | 0SPD0 | 0WGO0 | parteilos | Sitze Gesamt | Ratswahl 2021Wahlbeteiligung: 60,62 % 706050403020100 63,7 %28,8 %7,4 % SPDWGObUnabh.cAnmerkungen:b Wählergemeinschaft Osloßc Einzelbewerber Sven Pörksen |
| 020210   | 7     | 3     | 1         | 11           | Ratswahl 2021Wahlbeteiligung: 60,62 % 706050403020100 63,7 %28,8 %7,4 % SPDWGObUnabh.cAnmerkungen:b Wählergemeinschaft Osloßc Einzelbewerber Sven Pörksen |
| 020160   | 6     | 5     | -         | 11           | Ratswahl 2021Wahlbeteiligung: 60,62 % 706050403020100 63,7 %28,8 %7,4 % SPDWGObUnabh.cAnmerkungen:b Wählergemeinschaft Osloßc Einzelbewerber Sven Pörksen |

### Bürgermeister
Axel Passeier (SPD) amtierte seit 2016, als er erstmals und einstimmig zum ehrenamtlichen Bürgermeister gewählt worden war. 2021 erfolgte seine Wiederwahl. Im Januar 2025 trat er zurück.
Seine Vorgänger im Amt waren Jens Dürkop (2011–2016), Rudi Matz (2001–2011), Rudolf Jahn (1996–2001) und Valentin Licht (1974–1996).

### Wappen
Wappenbeschreibung: Gespalten von Gold und Grün mit eingebogenen silbernen Schildfuß bis Schildmitte mit blauen Wellenbalken. Vorn eine rote Bockwindmühle, hinten ein weißer Storch.
Das Wappen wurde vom ehemaligen Bürgermeister Rudolf Jahn entworfen.

## Kultur und Sehenswürdigkeiten

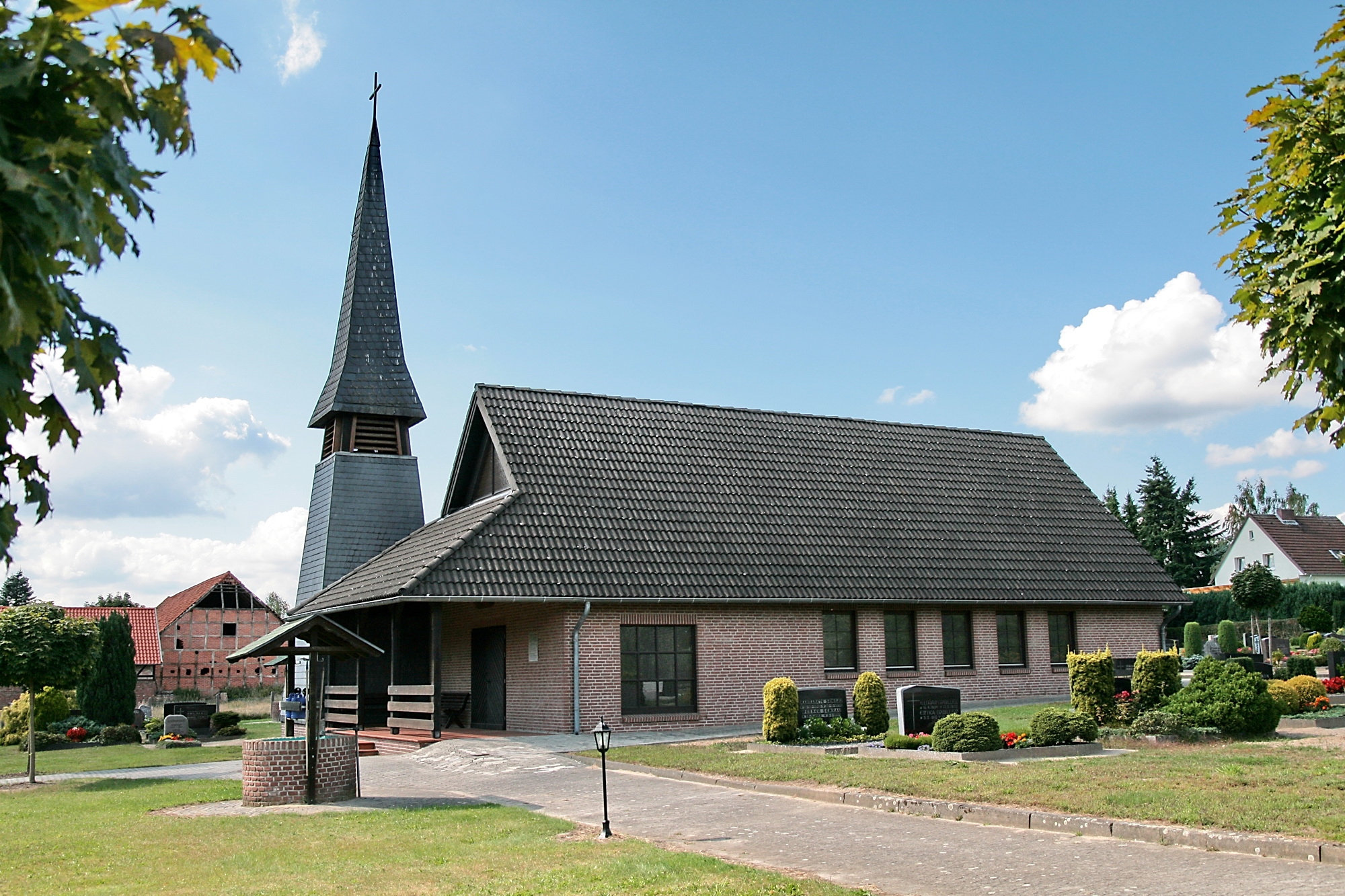
Friedhofskapelle in Osloß

### Sport
Der Osloßer Sportverein ist der Sportverein Osloß 1922 e. V., der in den Sparten Badminton, Fußball, Gymnastik, Herzsport, Radsport, Rehabilitationssport, Seniorengymnastik, Seniorentanz, Tischtennis, Turnen und Volleyball aktiv ist. Der Verein wurde am 1. April 1922 gegründet. Noch im gleichen Jahr wurde der erste Sportplatz eingerichtet, auf dem Fußball gespielt wurde. Nach dem Zweiten Weltkrieg wurde der Verein am 10. April 1946 neu gegründet und 1947 um eine Damenhandballmannschaft erweitert. 1948 folgte eine Osloßer Schülermannschaft. Ihr gehörte unter anderem auch Siegfried Tietz an, der später beim VfL Wolfsburg und FC Bayern München spielte. Von 1992 bis 1994 wurde das Vereinsheim erbaut.

### Kameradschaft Osloß – Schießsport
Die Kameradschaft Osloß gehört zu den ältesten Vereinigungen in Osloß. Die Gründung erfolgte im Jahr 1911, um genau zu sein am 9. Juli 1911. Im Laufe des Zweiten Weltkrieges wurde der Verein zwangsweise aufgelöst. Die Fahne wurde in dieser Zeit in einem Versteck untergebracht und damit für den Verein gerettet. Im Jahre 1953 nahm der Verein dann seine Arbeit wieder auf.
Die Kameradschaft bietet jedem Interessierten die Möglichkeit, Schießsport auszuüben. Hierzu zählen das Kleinkalibergewehr, das Luftgewehr, die Luftpistole, Klein- und Großkaliber-Kurzwaffen. Die Mitglieder nehmen regelmäßig an Wettkämpfen teil und führen auch innerhalb der Kameradschaft immer wieder sportliche „Auseinandersetzungen“.

## Wirtschaft und Infrastruktur

### Öffentliche Einrichtungen
Die Freiwillige Feuerwehr Osloß wurde 1949 gegründet, zuvor bestand in Osloß seit 1884 eine Pflichtfeuerwehr. 1958 bekam die Freiwillige Feuerwehr ein Feuerwehrhaus und ein erstes Feuerwehrauto, einen Ford Taunus Transit. Zuvor wurde eine Tragkraftspritze genutzt, die auf einem Anhänger von einem Traktor gezogen wurde. 1972 erfolgte die Gründung einer Jugendfeuerwehr, 1980/81 der Bau eines neuen Feuerwehrhauses und 2014 die Gründung einer Kinderfeuerwehr.
Ein Öffentlicher Bücherschrank steht im Foyer des Dorfgemeinschaftshauses.

### Verkehr
- Die B 188 Burgdorf – Friesack führt direkt durch die Gemeinde.
- Busse der Linie Gifhorn–Wolfsburg bedienen Osloß im halbstündigen Takt.

### Jugend und Bildung
Osloß hat eine Grundschule, die Mühlenbergschule. Sie befindet sich im Mühlenweg und steht auf dem Gelände der alten Osloßer Mühle. Der Ort verfügt über einen Kindergarten. Weiterführende Schulen sind die Oberschule Weyhausen, die IGS Sassenburg oder das Humboldt-Gymnasium Gifhorn.
Die Gemeinde unterhält in Kooperation mit der Samtgemeindejugendpflege einen Jugendtreff, der im Keller des Dorfgemeinschaftshauses zu finden ist.